# Ágios Nikólaos (Méthana)
Pour les articles homonymes, voir Agios Nikolaos.
Ágios Nikólaos, en grec moderne : Άγιος Νικόλαος, est un village du dème de Trézénie, en Attique, Grèce.
Selon le recensement de 2011, la population de la localité s'élève à huit habitants.